# SUPER GIRL (レベッカの曲)
『SUPER GIRL』（スーパー・ガール）は、1989年5月21日に発表されたレベッカの楽曲で、7枚目のアルバム『BLOND SAURUS』に収録されている。
アルバム発売から4ヵ月後の1989年9月15日に『SUPER GIRL (SUPER REMIX)』として「BLOND SAURUS (WILD REMIX)」と共にリミックスされシングルカットされた。

## 制作
作詞はNOKKO、作曲は土橋安騎夫が担当している。同時期に岡村靖幸も同名の楽曲を発表しているが、本作とは関係ない。
オリジナルバージョンのギターは、是永巧一がゲストミュージシャンとして参加している。
1990年発売のベスト・アルバム『The Best of Dreams』には「SUPER GIRL (Straight Remix)」として収録されている。

## SUPER GIRL (SUPER REMIX)
『SUPER GIRL (SUPER REMIX)』（スーパー・ガール スーパーリミックス）は、1989年9月15日にリリースされたレベッカの12枚目のシングル。

### 制作・構成
「SUPER GIRL (SUPER REMIX)」のリードギターは、アメリカのギタリストであるスティーヴ・ヴァイが演奏している。
カップリングには、アルバム『BLOND SAURUS』に収録されている同名楽曲と、「SUPER GIRL」のオリジナルバージョンが収録されている。

### リリース
1989年9月15日にCBS/SONY RECORDSのFITZBEATレーベルから、12cmCDシングルとしてリリースされた。
今作以降からレコードの販売を終了し、CDへ移行したため、後の『REBECCA SINGLES 1984-1990』などのシングルコレクションアルバムでも通常のシングルとしても扱われている。12thシングルとして扱われる際は、SUPER REMIXではなく3曲目のオリジナルバージョンが収録されている。

### 収録曲
| 全作詞: NOKKO、全編曲: レベッカ。 |                               |           |                      |                                |      |
| #                                 | タイトル                      | 作詞      | 作曲                 | リミックス・エンジニア         | 時間 |
| 1.                                | 「SUPER GIRL (SUPER REMIX)」  | NOKKO     | 土橋安騎夫           | MICK GUZAUSKI                  | 6:22 |
| 2.                                | 「BLOND SAURUS (WILD REMIX)」 | NOKKO     | 土橋安騎夫・高橋教之 | FRANCOIS KEVORKIAN, GOH HOTODA | 6:25 |
| 3.                                | 「SUPER GIRL」                | NOKKO     | 土橋安騎夫           |                                | 4:52 |
| 合計時間:                         | 合計時間:                     | 合計時間: | 合計時間:            | 17:39                          |      |

### クレジット
| SUPER GIRL (SUPER REMIX) - REMIX ENGINEER : MICK GUZAUSKI - ADDITIONAL PRODUCTION BY FRANCOIS KEVORKIAN - GUEST MUSICIANS : STEVE VAI (Lead Guirar), KOHICHI KORENAGA (Guitar) - ASSISTANT ENGINEER : MARNIE RILEY - MANIPULATOR : YOH OHYAMA (PHONO GENIC) - MIXED AT CONWAY RECORDING COMPANY LA, CA. | BLOND SAURUS (WILD REMIX) - REMIX ENGINEER : FRANCOIS KEVORKIAN, GOH HOTODA - ADDITIONAL PRODUCTION BY FRANCOIS KEVORKIAN AND ALAN FRIEDMAN - GUEST MUSICIANS : KOHICHI KORENAGA (Guitar), OBAO NAKAZIMA (Percussion), RODNEY ASCUE (Bass voice instrument) - ASSISTANT ENGINEER : JOHN PARTHUM - MANIPULATOR : YOH OHYAMA (PHONO GENIC) - MIXED AT AXIS STUDIOS N.Y.C. | SUPER GIRL - MIXED BY FRANCOIS KEVORKIAN, MICHAEL HUTCHINSON - GUEST MUSICIANS : KOHICHI KORENAGA (Guitar) - ASSISTANT ENGINEER : TAKANOBU ICHIKAWA - MANIPULATOR : YOH OHYAMA (PHONO GENIC) - MIXED AT BURNISH STONE STUDIO TOKYO, JAPAN - MASTERING BY TED JENSEN - MASTERING AT STERLING SOUND N.Y.C. |

## カバーしたアーティスト
| アーティスト | 収録作品                           | 発売日         | 備考                             |
| SUPER GIRL   | SUPER GIRL                         | SUPER GIRL     | SUPER GIRL                       |
| ------------ | ---------------------------------- | -------------- | -------------------------------- |
| チェキッ娘   | tribute to REBECCA DREAM DISCOVERY | 1999年11月10日 | レベッカのトリビュート・アルバム |